# Шитао
Шита́о (кит. 石涛, настоящее имя Чжу Жоцзи́, кит. 朱若极, монашеское имя Даоцзи́, кит. 道濟, 1642, провинция Гуанси — 1707, Янчжоу) — китайский художник династии Цин, каллиграф, садовый мастер, теоретик живописи. Его псевдоним буквально значит «Окаменевшая волна».

## Биография
Шитао происходил из знатной семьи, погибшей в 1644 году в междоусобной резне. Уцелевший слуга отдал ребёнка в буддистский монастырь. В 1651 Шитао покинул обитель и в сопровождении слуги отправился странствовать. Жил в Ухане, провинции Хунань, провинции Аньхой, Нанкине, Янчжоу. В 1690 году он пришёл в Пекин, где пытался найти богатого покровителя. После неудачных поисков разочаровался в буддизме, в 1693 году принял даосизм и вернулся в Янчжоу, где прожил до самой смерти в простой хижине за городом.
Отличался эксцентричностью в жизни и в искусстве. Много лет дружил с Чжу Да, переписывался c ним, обмениваясь свитками. Иногда они посылали друг другу незавершённые работы: начинал один, заканчивал другой.

## Творчество
Шитао высоко ценил творчество Ни Цзаня и некоторых других предшественников, но сознательно двигался собственным новаторским путём. Глубоко восприняв принципы дзэн-буддизма и даосизма, в ряде работ пришёл к пределам традиционной живописи и изобразительности как таковой: его «Десять тысяч безобразных пятен» напоминают уже новейший абстрактный экспрессионизм Поллока и др.
В трактате «Беседы о живописи монаха Горькая Тыква» Шитао развил принцип нерассуждающего письма «одной чертой», в котором видел квинтэссенцию искусства.
Сохранился его Автопортрет с бамбуком и сосной.

## Фильмография
- «Одно движение кисти» (Горы Цзинтинь осенью), фильм Алена Жобера[фр.] из цикла «Палитры» (Франция, 2000).

## Галерея

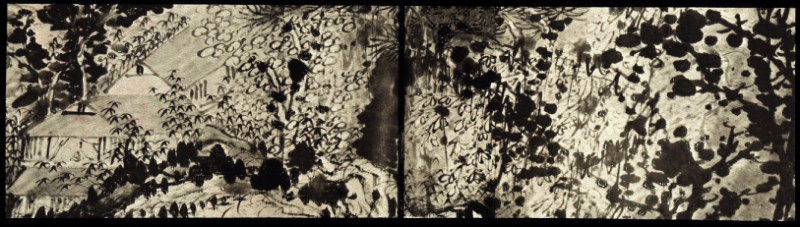
Десять тысяч безобразных пятен
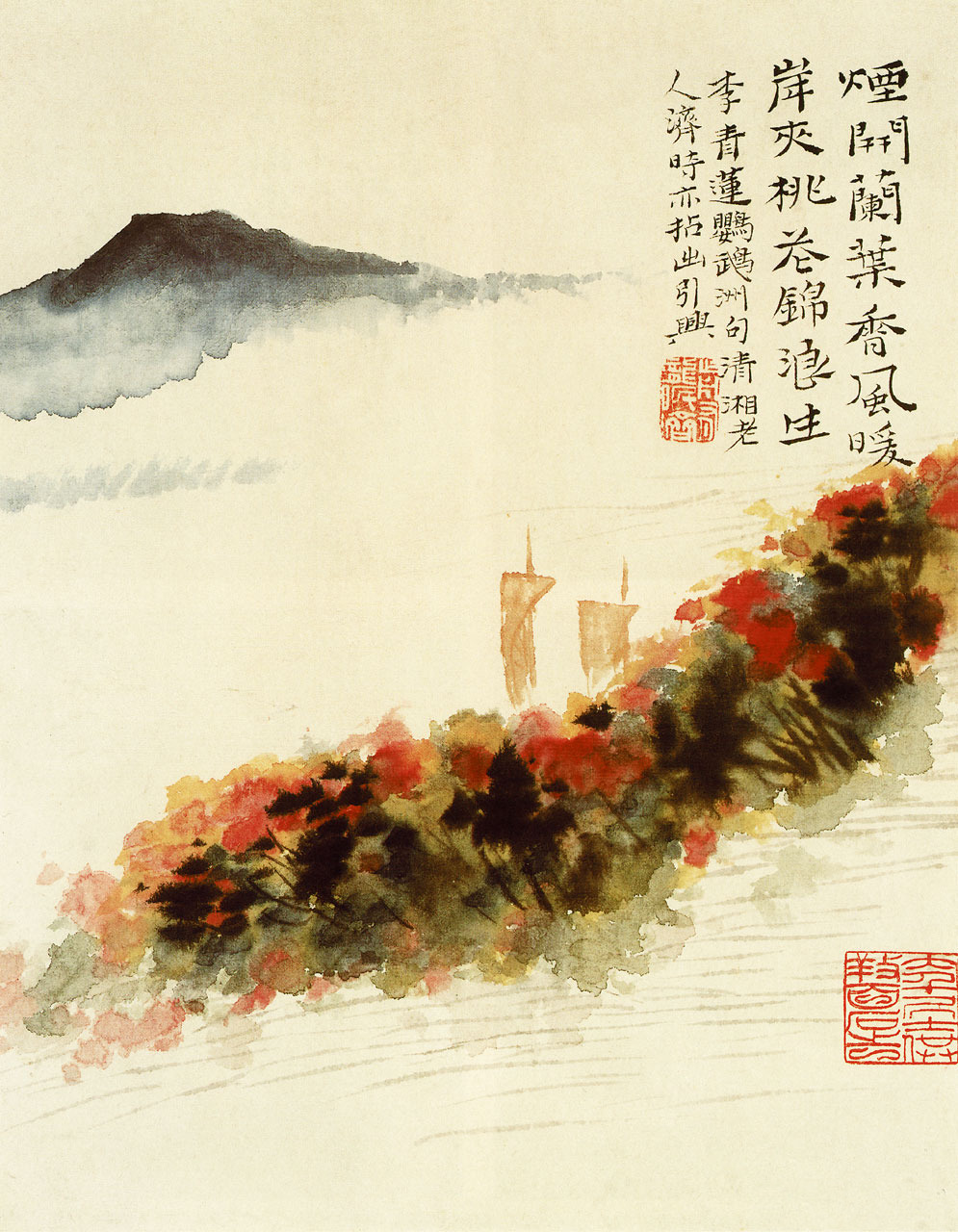
Берег с цветущими персиками
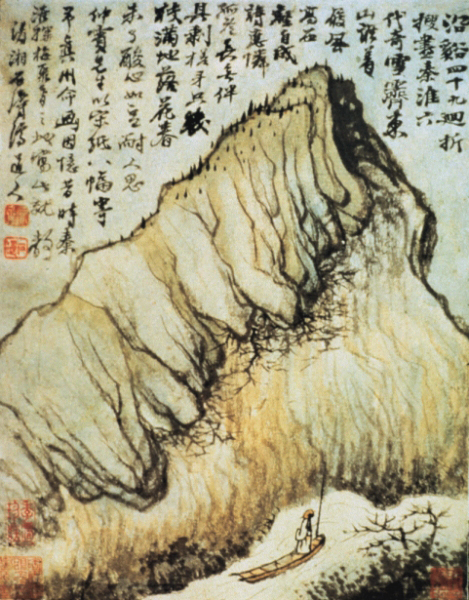
Воспоманание о реке Цзинхуай
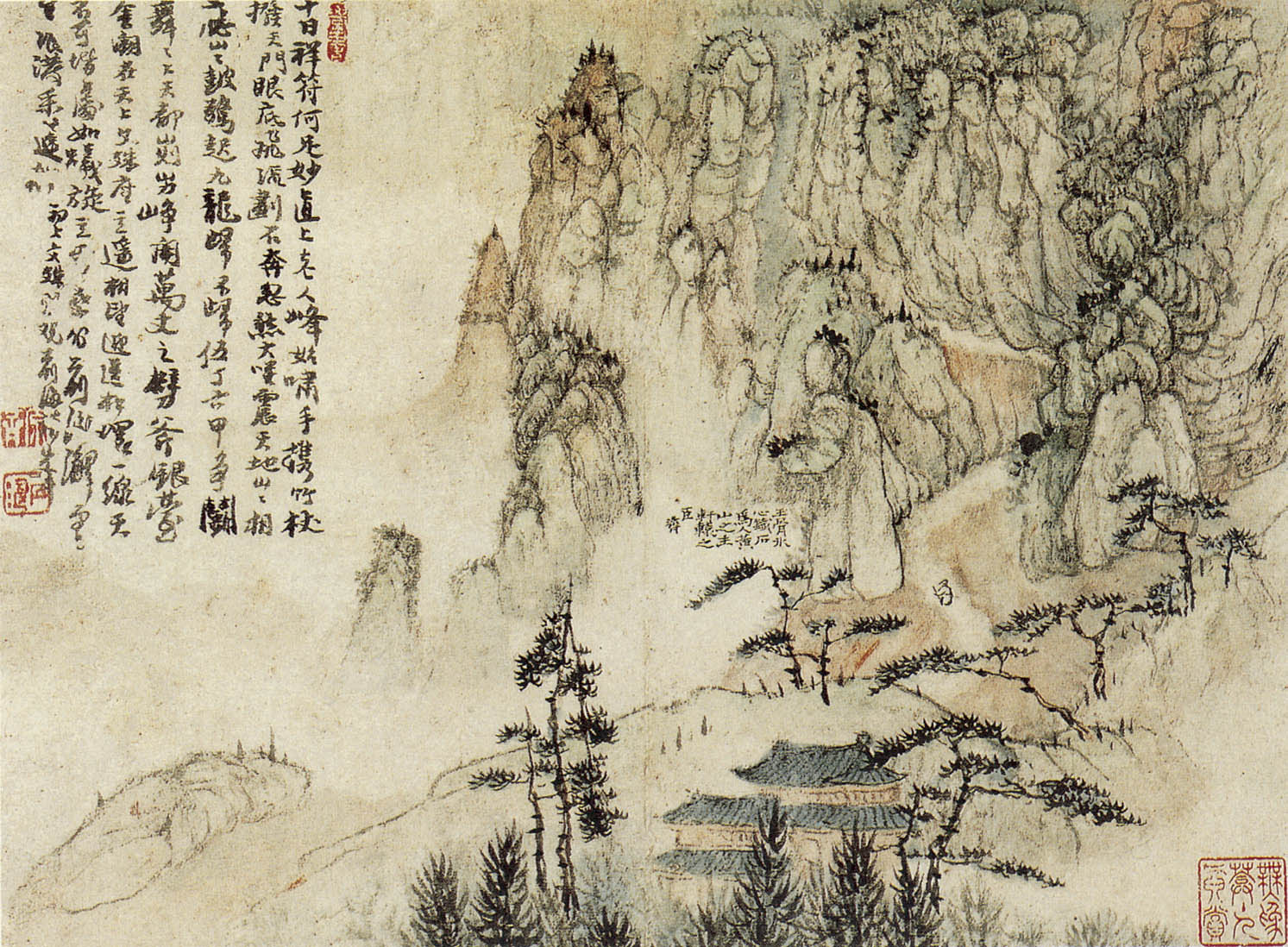
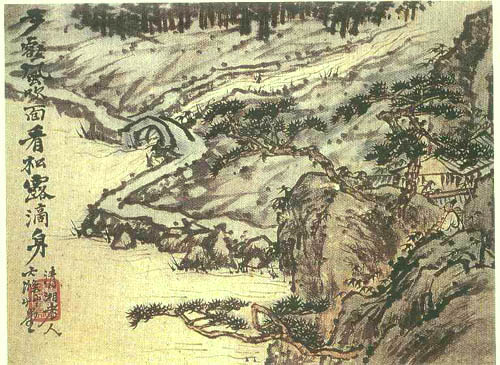
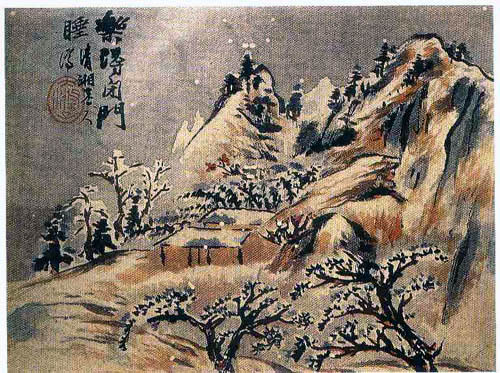
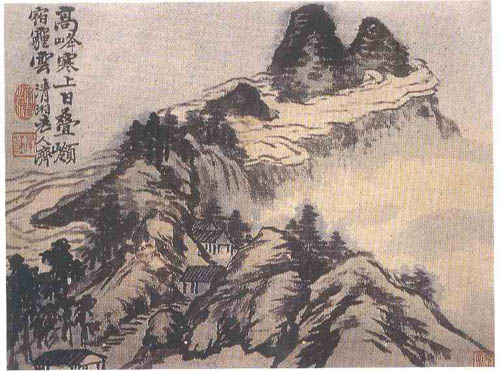
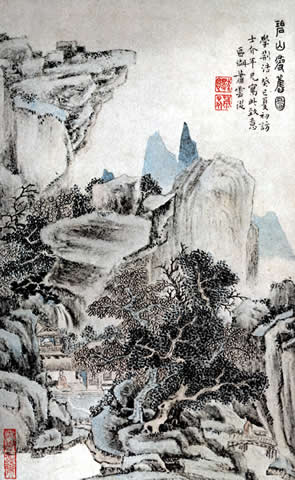
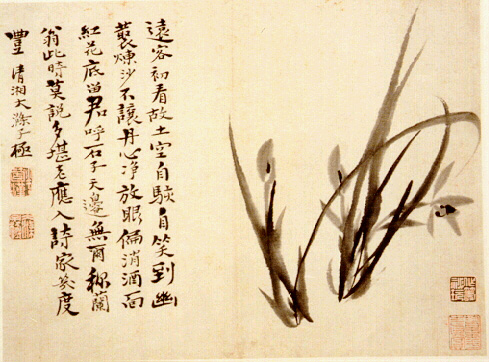
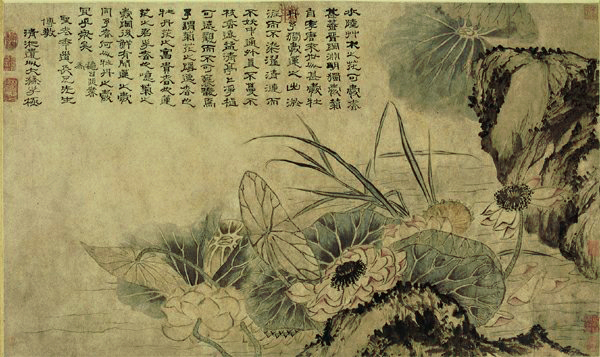
Над лотосовым прудом
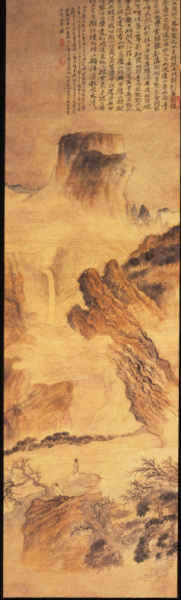
Водопад у горы Лю
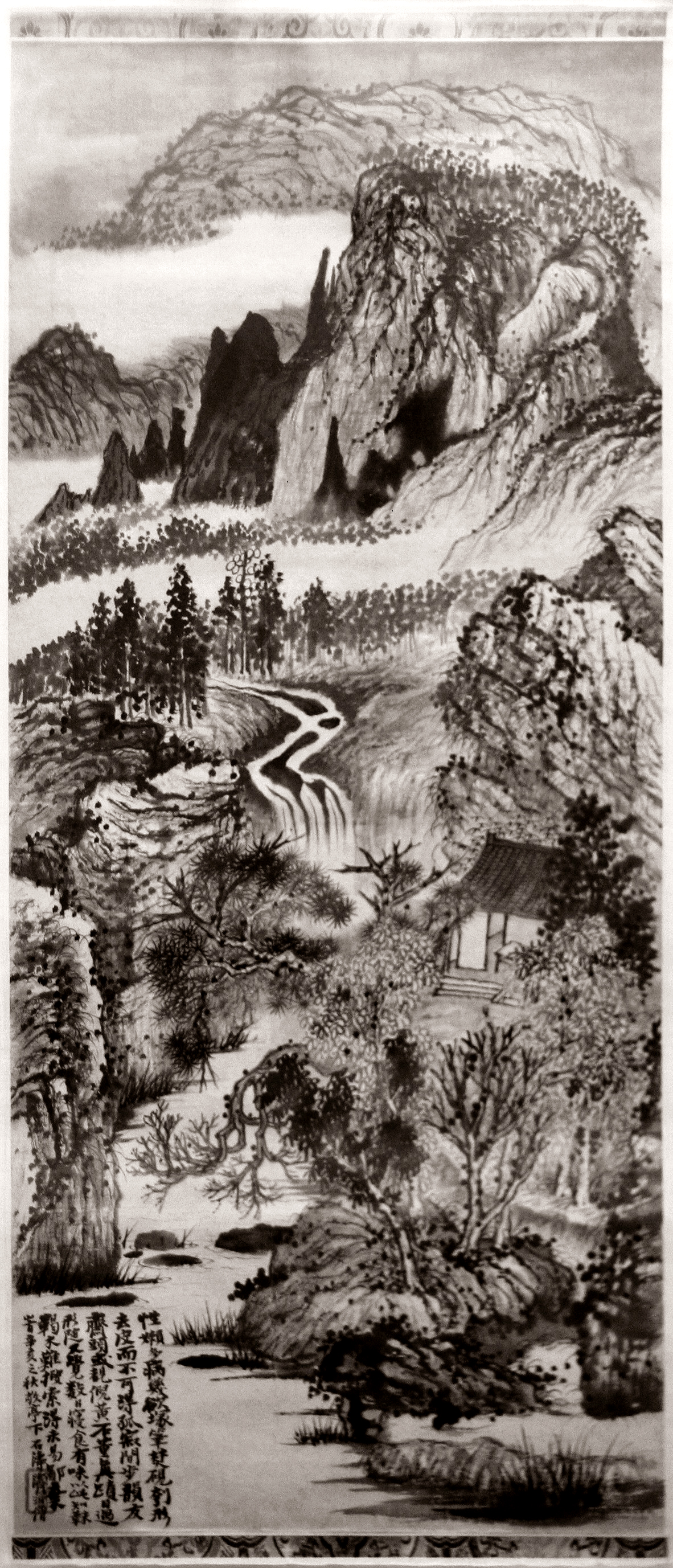
Горы Цзинтинь осенью, коллекция музея Гиме